# 치환 반응
치환 반응(置換反應, 영어: substitution reaction)이란 특정 화합물의 작용기가 다른 작용기로 교체되는 반응을 뜻한다. 유기화학에서는 친전자체 또는 친핵체에 의한 치환이 가장 중요하게 여겨진다. 유기화학에서의 치환반응은 치환이 친전자체 아니면 친핵체에 의해서 일어난 것인지, 반응 중간체로 탄소 양이온, 탄소 음이온, 유리기 중 어떠한 것이 존재하는지, 기질이 지방족 탄화수소인지 방향족 탄화수소인지에 따라 여러가지로 분류될 수 있다. 치환반응을 이용하면 엄청난 수의 다양한 유기분자를 합성할 수 있다.

## 치환 반응 종류
- 치환 반응(substitution reactions)

- SN1(Unimolecular nucleophilic substitution, 친핵성 치환 반응): 이탈기있는 화합물에서
- SN2(Bimolecular nucleophilic substitution, 친핵성 치환 반응): 이탈기있는 화합물에서
- SEAr(Electrophilic aromatic substitution, 친전자성 방향족 치환 반응): 벤젠 링에서
- F.R.S.(Free radical substitution, 자유 라디컬 치환 반응): 알케인에서
- N.A.S.(Nucleophilic acyl substitution, 친핵성 아실 치환 반응): 카복실산, 에스터 및 그 유사체에서

## 같이 보기
- 첨가 반응
- 친전자성 방향족 치환 반응
- 제거 반응